# Kukri Hills
Die Kukri Hills sind ein rund 40 km langer Gebirgszug im ostantarktischen Viktorialand. In ost-westlicher Ausdehnung trennt er den südlich gelegenen Ferrar-Gletscher vom Taylor-Gletscher und dem Taylor Valley im Norden. Höchste Erhebung ist mit mehr als 2000 m der im südzentralen Teil gelegene Sentinel Peak.
Entdeckt wurden sie durch Teilnehmer der Discovery-Expedition (1901–1904) unter der Leitung des britischen Polarforschers Robert Falcon Scott. Seinen Namen bekam der Gebirgszug, weil er in seiner gebogenen Form einem Kukri-Messer gleicht.